# 洛特河畔维尔
洛特河畔维尔（法語：Vire-sur-Lot，法語發音：[viʁ syʁ lɔt]）是法国洛特省的一个市镇，位于该省西部，属于卡奥尔区。

## 地理
洛特河畔维尔（44°29'27"N, 1°5'13"E）面积7.77 平方千米，位于法国奧克西塔尼大區洛特省，该省份为法国西南部内陆省份，北起顺时针与科雷兹省、康塔爾省、阿韦龙省、塔恩-加龙省、洛特-加龍省和多尔多涅省接壤。
与洛特河畔维尔接壤的市镇（或旧市镇、城区）包括：迪拉韦勒、弗洛雷萨、拉卡佩勒卡巴纳克、皮莱韦克、图扎克。
洛特河畔维尔的时区为UTC+01:00、UTC+02:00（夏令时）。

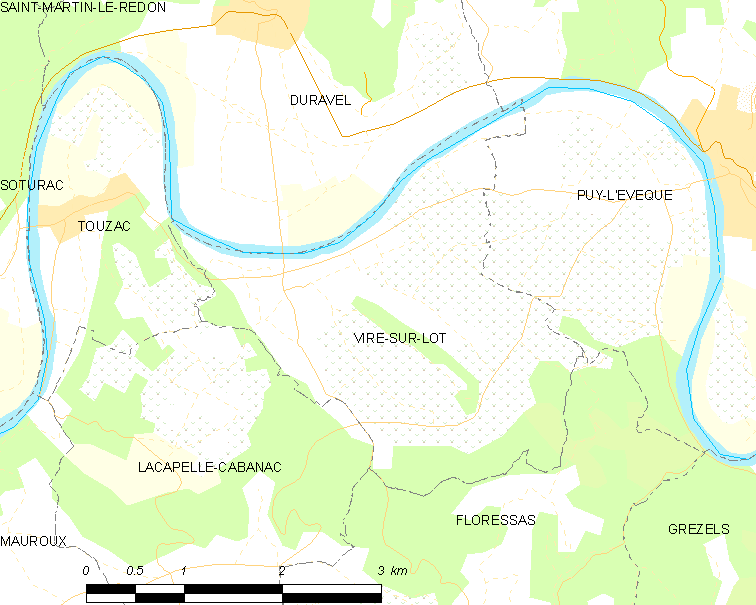
洛特河畔维尔的OSM定位图

## 行政
洛特河畔维尔的邮政编码为46700，INSEE市镇编码为46336。

## 政治
洛特河畔维尔所属的省级选区为皮莱韦克县。

## 人口

1962-2008年间洛特河畔维尔人口变化图示

洛特河畔维尔于2022年1月1日时的人口数量为344人。